# Biserica romano-catolică Înălțarea Maicii Domnului din Drobeta Turnu Severin
Biserica romano-catolică Înălțarea Maicii Domnului din Drobeta Turnu Severin este un monument istoric aflat pe teritoriul municipiului Drobeta Turnu Severin.
Biserică veche de 122 de ani. Clădirea bisericii catolice datează din anul 1887, când a fost sfințită de către Monseniorul Paul I Palma, Arhiepiscop de București. Construcția ei a început în 1885 și a costat, conform documentelor vremii, 40.119 lei, plus donațiile credincioșilor. Pe de altă parte, parohia catolică din Severin, există din 1861, când, în oraș, a fost numit primul preot catolic stabil.